# Joseph Gallian
Joseph Anthony Gallian (Pensilvânia, 5 de janeiro de 1942) é um matemático estadunidense, Morse Alumni Distinguished University Professor of Teaching no Departmento de Matemática e Estatística da University of Minnesota Duluth.

## Carreira profissional
Gallian obteve um Ph.D. em 1971 na Universidade de Notre Dame, com a tese Two-Step Centralizers in Finite p-Groups, orientado por Karl Kronstein. É professor da University of Minnesota Duluth desde 1972.
Gallian serviu por dois anos como presidente da Mathematical Association of America a partir de janeiro de 2007.
Em 2012 foi eleito membro da American Mathematical Society.

## Publicações selecionadas
- Gallian, Joseph A. (2010). Contemporary Abstract Algebra, 7th edition. Belmont, CA: Brooks/Cole. ISBN 978-0-547-16509-7
- Gallian, Joseph A. (Editor) (2010). Mathematics and Sports. Washington, DC: Mathematical Association of America. ISBN 978-0-88385-349-8
- Gallian, Joseph A. «A dynamic survey of graph labeling». www.combinatorics.org